# Farmakokinetik
Farmakokinetik er beskrivelsen af lægemidlers optagelse, metabolisme, fordeling og udskillelse i den organisme, de indgives i. Farmakokinetik er altså hvad kroppen gør ved lægemidlet, modsat farmakodynamik, som er hvad lægemidlet gør ved kroppen.
Sædvanligvis benyttes matematiske kompartmentmodeller og differentialligninger til beskrivelse af lægemidlets vandring i organismen.

## Nogle af variablerne i farmakokinetikken
- Absorption
  - Oral
  - Intravenøs
  - Andre
- Distribution
  - 1-kompartment
  - 2-kompartment
  - 3-kompartment
- Proteinbinding
- Binding i fedtvæv
- Metabolisme
  - Fase 1
    - Oxidation
    - Reduktion
    - Hydrolyse

  - Fase 2
    - Syntese
    - Konjugation
- Elimination
  - 0.-ordens kinetik
  - 1.-ordens kinetik
  - Clearance
  - Halveringstid